# 이와야도정
이와야도정(岩谷堂町)은 1955년까지 이와테현 에사시군에 존속했던 정이다. 현재의 오슈시 에사시 이와야도에 해당한다.

## 연혁
- 1889년 4월 1일 - 정촌제 시행과 함께 에사시군 이와야도정이 성립하였다.
- 1955년 2월 10일 - 이데촌, 이나세촌, 오다키촌, 다와라촌, 다마사토촌, 히로세촌, 후지사토촌, 야나가와촌, 요네사토촌과 합병해 에사시정이 되었다.

## 참고서적
- 이와테현 정촌합병지, (이와테현 총무부 지방과, 1957)